# Ianovka, Bârzula
Ivanivka (în ucraineană Іванівка) este un sat în comuna Liubașivka din raionul Bârzula, regiunea Odesa, Ucraina.

## Demografie
Componența lingvistică a localității Ivanivka
     Ucraineană (79,9%)
     Română (18,14%)
     Rusă (1,96%)
Conform recensământului din 2001, majoritatea populației localității Ivanivka era vorbitoare de ucraineană (79,9%), existând în minoritate și vorbitori de română (18,14%) și rusă (1,96%).